# Šubić III. Gergely
Šubić III. Gergely (horvátul: Grgur III. Šubić, 1160 körül – 1234) a 12. és 13. században élt horvát nemes, a Šubić nemzetségből származó brebiri, spalatói és sebenicói gróf.

## Családja
Šubić Pribina brebiri gróf fia és utóda, Šubić I. Gergely brebiri gróf unokája volt. Nagyapjának négy ismert fia volt, közülük Pribina örökölte a grófi címet. Pribina testvérei közül II. Gergely knini püspök lett, Višan (Busineus) pedig Zvonigrad várának ura volt. Pribina uralkodásáról keveset tudunk, valószínűleg korán meghalt. Utóda 1197-ben III. Gergely lett, aki István nevű testvérével együtt gyakorolta a hatalmat.

## Élete
Béla király halála (1196) után fia, Imre lett az uralkodó, másik fiára Andrásra csak várakat, nagy birtokokat és sok pénzt hagyott. András azonban a rábízott pénzt eltékozolta, majd 1197-ben fegyverrel támadt bátyja ellen, és a szlavóniai Macskinál legyőzte. E sikerének köszönhetően nyerte el a dalmát-horvát hercegséget. András a tengermelléki részeken önálló uralkodóként rendezkedett be és nekilátott a királyi hatalom megszerzésére irányuló szervezkedésnek. A királyi családban egy ilyen szakadás végén nemcsak a királyi hírnéven esett csorba, de a régiók ereje is jelentősen meggyengült. Ez a helyi hatalmasságok felemelkedéséhez vezetett, akik területükön királyként kezdtek uralkodni. Ez az oligarchikus uralom kezdetét jelentette Horvátországban. 
A politikai bajok mellett megjelentek a vallásiak is. A nyugati és a keleti egyház örökös küzdelmei, Róma és Konstantinápoly rivalizálása oda vezetett, hogy egy új vallás, a bogumilizmus kezdett elterjedni. A vallás fészke Bosznia volt, de a horvát földeken a Neretvától a Dunáig is elterjedt. Gergely hatalomra jutásakor (1197) még békében élt Sidragai Domalddal, de az 1202-es zárai keresztes hadjárat okozta nagy, bár átmeneti változások megzavarták a horvátországi erőviszonyokat. Domald megerősödött, mert sikerült kiűznie Zárából a keresztes-velencei sereget, és Zára ura lett. Mivel Domald Spalatót és Sebenicót is birtokolta, András kénytelen volt elfogadni a nagyhatalmú horvát úr szolgálatait. Domald hatalma csúcsára ért. A 13. század elején a horvát nemesek közötti konfrontáció már olyan heves volt, hogy egy zárai okirat már „szakadásnak” nevezte.
A Šubićok ideje azonban hamarosan elérkezett, mert Domald elégedetlen volt azzal, hogy a keresztes hadjáratba induló II. András nem bízta meg a Horvátország és Dalmácia igazgatásával. Így a királynál kegyvesztett lett. Spalatói uralma miatt konfliktus alakult ki közte és Gergely hívei között, amely 1221-ben Domald vereségével és a splalatói tisztsége elvesztésével ért véget. Spalatót Gergely nagybátyja, Višan kapta meg, Gergely és testvére István pedig jutalmul megkapták birtokait, melyek „a Krka vizétől a tengerig és Záráig” terjedtek. Tamás spalatói főesperes szerint Horvátországban egyetlen nemese sem mert szembeszállni Šubić Gergellyel, kivéve nagybátyját, Višent Zvonigrád urát.
Hamarosan viszály tört ki Šubić családon belül, melynek tétje már a legfőbb hatalom birtoklása volt, hiszen a család legidősebb tagja Višan volt. 1223-ban történt, hogy Visan gróf sereget gyűjtött, és váratlanul felbukkant Bribir vára alatt. A várat minden oldalról körülvette, hogy azt senki ne hagyja el, de Gergely kijátszotta a nagybátyját. Mivel leleményes és ravasz volt, egy korai órán amikor Višan őrei már fáradtak voltak lesből az ablakokon át rátört az ellenségre. Višan seregét annyira megzavarta ez a váratlan rajtaütés, hogy még védekezni sem tudtak. Nagyszámú ellenséges katonát levágtak, magát Višant pedig elfogták. Amikor Gergely elé vitték az életéért könyörgött, de az megragadta kardját és beledöfte. Višan gróf halálával Gergely és testvére hatalma tovább nőtt. A likai Zvonigradtól Bribirig és Skradinig, Knintől Belgrádig értek a birtokaik.
1224-ben és 1225-ben Péter humi herceggel vívott háborút. 1227-ben Spalató városának ura lett, de elfoglaltságai miatt a tényleges hatalmat helyettese gyakorolta. 1229-re a Domald-párt annyira megerősödött Spalatóban, hogy Gergelyt megfosztották tisztségétől. Harcokról nincs adatunk, de tény, hogy 1231-ben már ismét Šubić Gergely gyakorolta a hatalmat. 1234-ben Gergely már öreg volt, több mint hetven éves. Ebből az időből ismert egy levele, melyet Dandolo raguzai kormányzóhoz írt. Utoljára 1234 júniusában említi egy spalatói okirat, ezután eltűnik a forrásokból. Valószínűleg ekkortájt halt meg.